# Liste de grands travaux inutiles en Belgique
Cette page dresse, région par région, la liste de grands travaux inutiles en Belgique.

## Régions et provinces belges

### Région de Bruxelles-Capitale
- Le métro de Bruxelles : plusieurs stations n’ont partiellement ou entièrement jamais été mises en service[1].
  - La station Sainctelette : entre les stations Ribaucourt et Yser, la station Sainctelette n’a jamais été mise en service.
  - Le niveau – 3 de la station Louise : ce niveau devait accueillir la circulation du métro sous l’avenue Louise. Cette ligne n’ayant jamais vu le jour, le niveau – 3 de la station Louise n’a jamais été mis en service[2].
  - Plusieurs quais de la station Albert n’ont jamais été utilisés. Ils furent construits en prévision d’un prolongement de la ligne de pré-métro Nord-Sud vers Uccle. Ils seront cependant finalement mis en service avec l'ouverture de la ligne 3 du métro lourd vers 2031.
  - Le niveau – 2 de la station Saint-Guidon à Anderlecht, devait accueillir une ligne venant directement de la gare du Midi, mais qui ne verra jamais le jour.
  - Les stations Botanique et Parc comprennent un niveau additionnel pour la ligne planifiée sous la rue Royale[3].
  - La station Anneessens comprend une station à l'état de gros œuvre, perpendiculaire aux boulevards du centre[4].

- Le ring de Bruxelles est parsemé de travaux inutiles :
  - L'échangeur de Drogenbos, dont certains ponts ont été démolis à la fin des années 1990, devait constituer l'origine du ring sud de Bruxelles, connectant la branche ouest du ring au carrefour Léonard[5],[6].
  - L'échangeur de Neerpede devait constituer le début de l'autoroute A9 (Bruxelles-Tournai). Le tracé a été totalement abandonné à la suite de la mobilisation des riverains, mais non sans avoir construit un imposant échangeur surdimensionné, et des buttes pour des viaducs supplémentaires. Certaines buttes ont à présent une vocation sportive, telle Yéti Ski[7]. Épilogue : La voie express Enghien-Hal a été réalisée comme autoroute, devenant l'A8 reliant Bruxelles et Tournai[8].
  - En Brabant flamand, signalons l'échangeur de Machelen, qui à présent accueille le TGV Bruxelles-Anvers-Amsterdam. Voir ci-dessous.

- L’Hôpital d’Etterbeek fut construit en 1982, et ne fonctionna que quelques mois. Sa fermeture précoce est due à sa fusion avec l’hôpital d’Ixelles[9],[10].
- Entre Bruxelles-Luxembourg et Watermael, la ligne ferroviaire Bruxelles-Namur a été élargie vers 1900 pour mettre la ligne à quatre voies. Si une troisième voie a bien été posée dans les années 1920, c'était pour le chemin de fer électrique Bruxelles-Tervueren (disparu en 1958). La mise à quatre voies commença finalement dans les années 2010 (et est encore inachevée en 2020 à Watermael).
- À la rencontre de la ligne de chemin de fer 26 (Schaerbeek-Hal) et de la ligne 160 (Etterbeek-Tervueren), une courbe surplombée par un viaduc routier fut creusée autour de 1900 pour permettre aux trains venant de Tervueren de continuer vers Schaerbeek. Les rails n'ont jamais été posés et la ligne Bruxelles-Tervueren n'existe plus depuis 1970. Le dépôt de la STIB de Delta a été bâti à cet emplacement.

- Les gares Simonis et Pannenhuis : gares ferroviaires situées respectivement à Koekelberg et Laeken, le long d’une ligne de métro. Les accès vers les quais à peine construits, ils furent fermés dès 1984. Pour des raisons d’économies, la SNCB décida de fermer la ligne voyageur desservant les deux gares[11],[12],[13]. Toutefois, la gare Simonis, en même temps que la ligne voyageur, a été rouverte en 2009 et la gare Pannenhuis a été rouverte en décembre 2015 sous le nom Tour & Taxis.

- Le World Trade Center : trois tours de bureaux, dans le quartier Nord. Au départ, huit tours étaient prévues, à l’emplacement d’un quartier populaire. Les tours devaient être posées sur des socles, lesquels seraient reliés par des passerelles piétonnes, distinctes de la circulation automobile. Seules trois tours virent le jour, et la circulation piétonne ne s’effectue pas sur les socles. La construction du quartier se poursuivit cependant, avec la construction des tours Proximus et North Galaxy[14],[15].

- Le Heron Plaza à Ixelles était un projet immobilier situé le long de l’avenue de la Toison d’Or de 10 000 m2. Ce projet ne vit jamais le jour, et depuis la destruction des habitations en 1999, il ne subsiste qu’un grand terrain vague[16]. En 2013, l'édification d'un nouveau projet sur le site commence après 23 ans d'imbroglio urbanistique[réf. nécessaire]. Un bâtiment a été construit, constitué d’appartements et d’un rez-de-chaussée commercial. Celui-ci est occupé notamment par l’Apple Store et un Zara.

### Province d'Anvers
- Le Smeerpijp : un double tuyau de 107 km, longeant le canal Albert entre Genk (Limbourg) et Anvers. Construit à la fin des années 1960, il devait acheminer les eaux polluées des usines chimiques du Limbourg vers une station d’épuration dans le port d’Anvers. Il ne fut jamais mis en service[17],[18].

- Le prémétro d'Anvers : outre les huit kilomètres de tunnel utilisés par le prémétro, il existe cinq kilomètres inutilisés[19].

- La berme centrale de l’autoroute E19 - A1, entre Machelen et Kontich. Large d’environ 40 mètres, ce terre-plein devait accueillir l'autoroute express sans échangeurs d'accès Bruxelles – Anvers. Celle-ci ne verra jamais le jour[20]. Dans le cadre du projet Diabolo visant à désenclaver l’aéroport de Bruxelles-National, une voie ferrée est finalement construite sur la berme, mais uniquement entre Machelen et Malines.

### Province du Brabant flamand
- L’échangeur de Machelen : l’échangeur autoroutier entre le Ring de Bruxelles (R0) et l’autoroute Bruxelles-Anvers (E19 – A1), a été construit en 1976. Une partie de cet échangeur n’a jamais été mise en service : l’autoroute E19 devait se prolonger vers Bruxelles via le site de Schaerbeek-Formation[21],[22].

### Province du Brabant wallon
- L’échangeur de Haut-Ittre a été conçu en trèfle à quatre branches. Seules trois d’entre elles accueillent actuellement une autoroute : le R0 vers l’Est, et la E19 vers le Nord et vers le Sud. Vers l’Ouest, l’autoroute Haut-Ittre – Quenast devait voir le jour, pour relier le ring de Bruxelles (R0) à l’autoroute E429 vers Lille. La branche Ouest de l’échangeur aboutit simplement sur la N28[23].
- Un pont à l'origine destiné au projet de contournement de Perwez a été construit mais est inutilisé. Le 17 avril 2017, à l'occasion de la Journée Internationale des Luttes Paysannes, une trentaine de syndicats paysans, ONG et associations environnementalistes ont organisé une marche et une plantation de pommes de terre aux abords du pont[24]. Le 15 octobre 2019, le gouvernement wallon a enterré le projet de contournement de Perwez, qui aurait en outre nécessité 6,7 millions d'euros supplémentaires[25].

### Province de Flandre-Occidentale

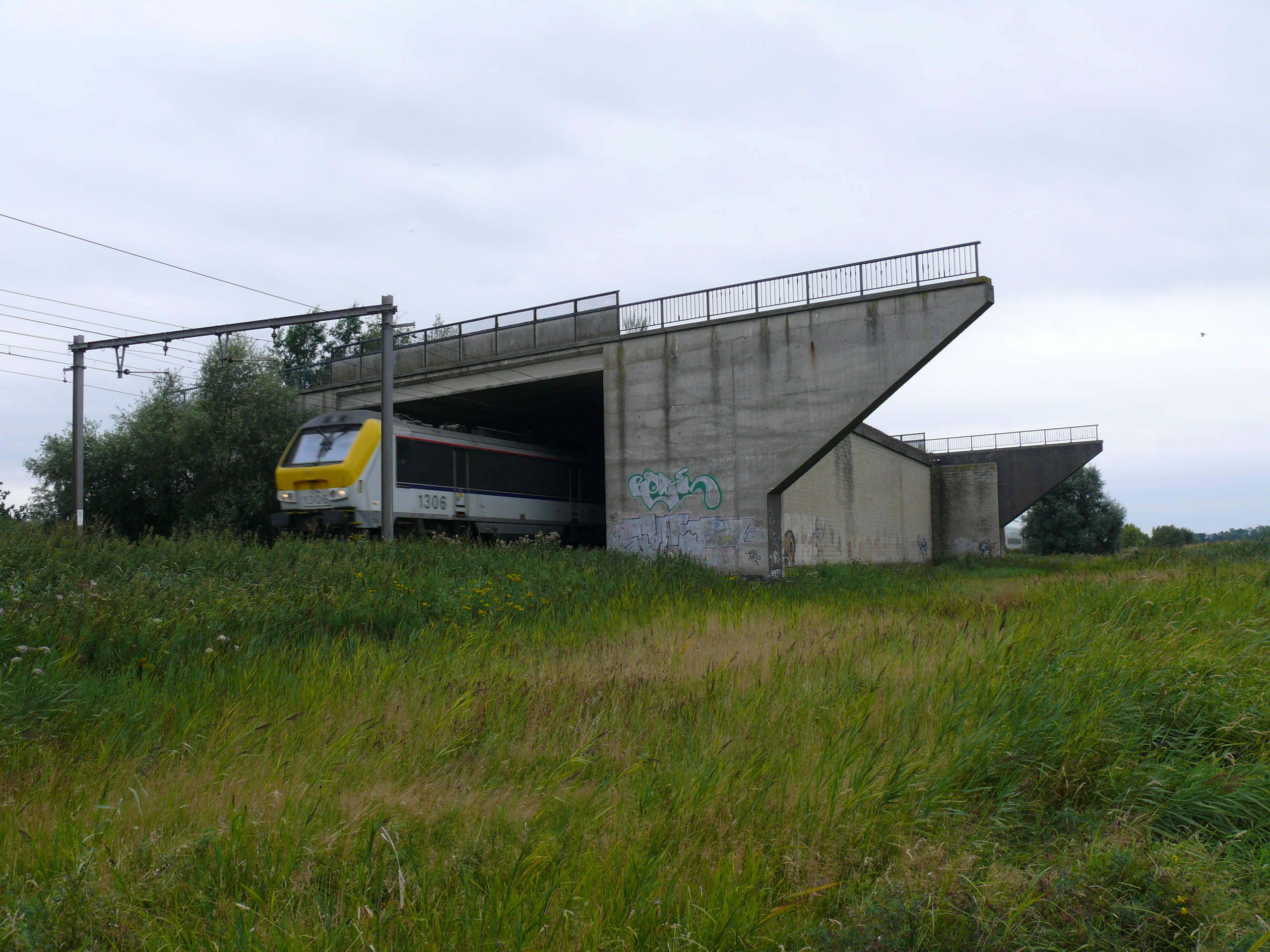
Pont autoroutier inutile à Varsenare, qui enjambe la voie ferrée Bruges - Ostende.

- Les deux ponts de Varsenare (Jabbeke) : un pont enjambait la voie ferrée Bruges - Ostende, et un autre, 200 mètres plus au nord, n’enjambait rien. Ils devaient accueillir l’autoroute Calais - Zeebruges. Ces ponts ont été détruits début 2012[26],[27].

- Le canal Ypres-Comines: un canal a été creusé en vue de relier la ville d’Ypres à la Lys. Les travaux commencèrent en 1864 et furent achevés en 1912. Cependant, la même année, le pont situé à Hollebeke s'effondra. Les deux segments du canal (depuis Comines ou depuis Ypres) s'interrompent depuis au sein du Palingbeek, à Hollebeke.

- Le parc d’attractions Dadipark à Dadizele. Il s’agissait d'un des plus anciens parcs d’attractions de Belgique. Fermé depuis 2002, le parc est désormais à l’abandon[28].

### Province de Hainaut
- Concernant la forteresse de Charleroi, dont le coût représentait une part importante du budget de l'État, mais qui fut abandonnée et même partiellement détruite moins d'une année après le début de la construction, l'historien Maurice-Aurélien Arnould dit que « jamais tant de dépense n'avait servi tant d'inutilité ! »[29].
- Le métro léger de Charleroi : un réseau de métro avec huit antennes et une boucle centrale devait desservir toute l’agglomération carolorégienne[30]. Commencés dans le milieu des années 1970, les travaux sont restés à l'arrêt entre le milieu des années 1990 et 2007. Trois antennes sont en fonctionnement depuis la fin juin 2013. Une antenne vers Châtelet fut partiellement construite mais jamais exploitée commercialement, sa mise en service est prévue pour 2026.
- L’hôpital le Rayon de Soleil à Montigny-le-Tilleul : un vaste hôpital de 35 000 m2, voisin de l’hôpital André Vésale. Il est désaffecté depuis 26 ans, et est au centre d’une affaire de détournement d’argent[31],[32].

- L’autoroute Nivelles - Gouy. Dans l'échangeur d'Arquennes, un pont surplombe la bretelle d’accès vers la E420 – A54, en direction de Charleroi : il devait accueillir une autoroute reliant la E19 (échangeur d'Arquennes) au périphérique Ouest (R3) de Charleroi (échangeur de Gouy). Environ deux kilomètres plus au Sud, non loin de la rue de Froidmont à Petit-Rœulx-lez-Nivelles, des terrassements ont également été effectués en vue d’accueillir cette autoroute.

- L’échangeur d'Heppignies à l'intersection du R3 (branche est) et de l'A15-E42. Cet échangeur, moitié trèfle, moitié turbine, ne connecte que trois branches autoroutières, la branche nord, surdimensionnée, aboutissant à un rond-point en rase campagne.

- Le pont des Douces Arcades à Écaussinnes-Lalaing est un pont construit entre 1914 et 1916 pour le passage d’un tram à vapeur entre Soignies et Nivelles. Aucun tram ne passa jamais sur ce pont ; le projet ayant été abandonné après la guerre. Il fut réutilisé pour la desserte d'une carrière entre 1928 et 1962[33].

- Le lavoir à charbon de Péronnes-lez-Binche fut construit en 1954, et ne fut opérationnel que durant quinze ans. En 2005, le chancre a été rénové par la Région wallonne, mais il attend toujours une nouvelle affectation[34].

- La route nationale 54 devait relier Charleroi à Maubeuge, avec une largeur de 2x2 voies Seuls deux tronçons furent construits. Le premier part du périphérique R3 de Charleroi et aboutit sur la N59 à Anderlues : la N54 passe à 2x2 voies sous la N59, or seule une bande de circulation est utilisée. Le second tronçon part de la frontière française (N49) et aboutit sur la N40 à Erquelinnes : seules les bretelles d'accès ont été construites ; le pont sous la N40 est inutilisé[35].
- L'internat de l'Athénée Royal de Thuin. Annoncé en 1978, le projet visait la construction d’un complexe comprenant 125 places ainsi qu’un restaurant scolaire, sur un terrain de 4 hectares. À l’issue des travaux, il est constaté que le campus a été implanté avec un décalage d’1,50 mètre, rendant impossible le raccordement aux canalisations, à la tuyauterie, à l’alimentation électrique et aux autres infrastructures du site. À la suite de poursuites judiciaires, l’entreprise de construction est déclarée en faillite. En 1986, la Communauté française reprend possession du complexe, mais ne dispose plus des moyens financiers nécessaires pour achever les travaux[36].

### Province de Liège

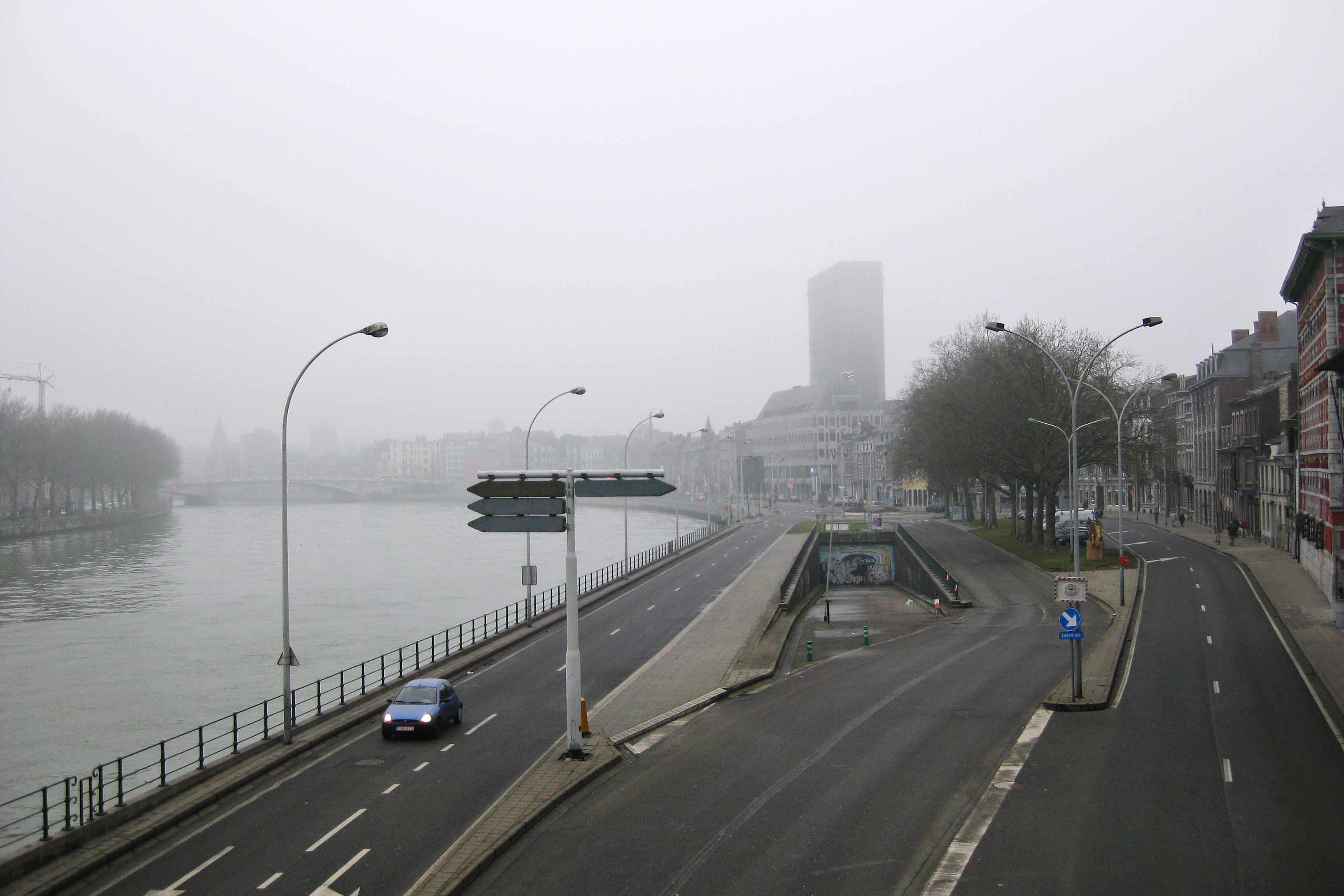
L'entrée du tunnel du métro de Liège.

- Le métro de Liège : un tunnel sous le quai Saint-Léonard et la Batte. Construit à la fin des années 1970, il devait accueillir une ligne de métro. Celle-ci n’ayant jamais vu le jour, le tunnel fut reconverti en lieu de stockage. Une voiture grandeur nature du futur métro y fut entreposée pour servir de promotion à l'intention du public. Le prototype de rame de métro a été entreposé Place Saint-Lambert à Liège puis au Musée des Transports en Commun où il est toujours visible[37],[38].

- Un rond-point à Hannut : un carrefour giratoire situé le long de la rue de Namur (N80), à Hannut. Terminé en 2009, il doit accueillir le prolongement vers le Sud du contournement de Hannut (R62). Or, le permis pour la construction de ce dernier n’a pas encore été délivré[39]. À ce jour, (2014) le rond-point est utilisé ainsi que le contournement sud de Hannut terminé.

- Le canal de l'Ourthe devait relier les bassins de la Meuse et du Rhin, via l'Ourthe et la Moselle. Ce projet était soutenu par Guillaume Ier des Pays-Bas. L’entreprise fut lancée en 1827, et interrompue par l’indépendance de la Belgique en 1830 (le Grand-Duché de Luxembourg restant sous le contrôle des Pays-Bas).

- Une route non utilisée à Tihange. Censée prolonger la N684 vers le Sud et rejoindre la N63 – E46, cette route de quatre kilomètres se termine en cul-de-sac dans le bois de Tihange. Elle est donc parfaitement inutile pour une évacuation du village en cas d’incident dans la centrale nucléaire[40]. En septembre 2011, la ville de Huy annonce sa volonté de terminer les travaux, entamés en 2004[41].

### Province de Limbourg
- Le pont de Godsheide, sur le canal Albert, est le plus grand pont à haubans de Belgique. Construit en vue d’accueillir une nouvelle voie rapide entre Hasselt et Genk, il n’a jamais servi qu’à la circulation locale.

### Province de Luxembourg
- Le château de Mirwart : un château classé datant du XVIIIe siècle. En 1979, des travaux furent entrepris pour le transformer en école d’hôtellerie, mais ce projet n’a pas abouti. Des projets pour en faire une résidence de luxe, puis un hôtel de luxe se sont succédé, sans succès[42]. En 2016, le château fut vendu à ICM SA après que le précédent propriétaire n'ait pas effectué les travaux de restauration prévus.

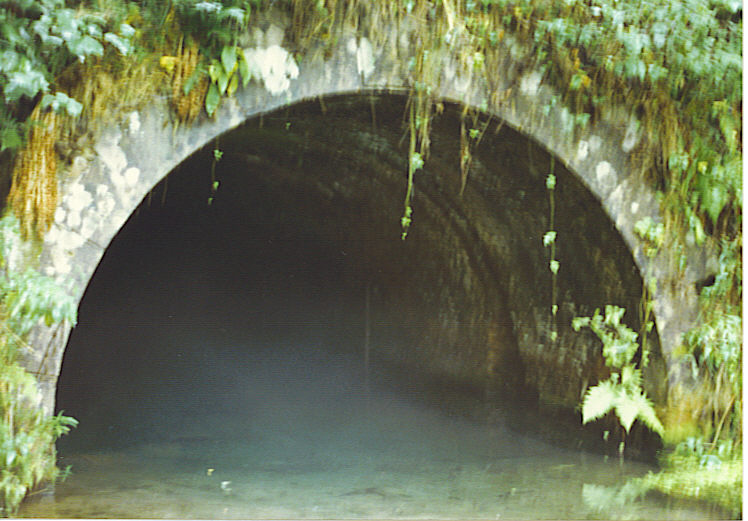
Le tunnel-canal de Bernistap.

- Le tunnel-canal de Bernistap, près de Houffalize. Ce tunnel-canal s’inscrivait dans le cadre du projet de canal Meuse et Moselle et devait relier l’Ourthe (en Belgique) à la Moselle (au grand-duché de Luxembourg). Les travaux, entamés en 1828, seront interrompus en 1831 à la suite de la révolution belge de 1830 qui donna l'indépendance aux huit provinces méridionales du royaume uni des Pays-Bas, seule la moitié ouest ayant été creusée.

- La ligne de chemin de fer 163A Bertrix - Carignan (F) fut l'une des infrastructures dont le prix au kilomètre fut le plus élevé. Le choix de partir de Bertrix au lieu de Florenville venait des pressions des carriers locaux et de l'homme politique Winand Heynen, il eut pour conséquence de rallonger la ligne et de lui faire traverser des versants beaucoup plus accidentés. La section transfrontalière Muno - Carignan ne fut réellement activée que durant les deux conflits mondiaux, à l'initiative de l'occupant ; l'état-major français étant opposé à cette ligne internationale. Inaugurée à la veille du premier conflit mondial, en dehors d'un important trafic militaire durant les conflits, elle ne vit passer que quelques trains quotidiens entre 1918 et 1940, ainsi qu'entre 1952 et la fermeture du trafic voyageur en 1959.

### Province de Namur
- Le centre récréatif des Dolimarts à Vresse-sur-Semois : centre de vacances construit à la fin des années 1960, et exploité jusqu’en 2000. L’état fédéral rachète les lieux afin d’y créer un centre d’hébergement pour demandeurs d’asile. Ce projet ne se concrétisera pas, et l’État finira par vendre les lieux, abandonnés et fortement dégradés[43].

- Un des ponts d'Hingeon : Au prolongement d'une petite rue de campagne en cul-de-sac (Rue Delbrouck), se trouve un pont surplombant l'A15-E42 menant à un champ, alors qu'un autre pont utilisé par la route nationale 80 est situé à 200 mètres[44],[45].